# Демон (фильм, 1978)
«Демон» (яп. 鬼畜 Китику) — японский фильм, снятый в жанре криминальной драмы режиссёром Ёситаро Номура в 1978 году по рассказу Сэйтё Мацумото.
Оригинальный рассказ Мацумото написал в 1958 году на основе истории, которую ему рассказал токийский прокурор Нобутаро Кавай: супруги, владеющие антикварным магазином в Мацудзаки, сели в тюрьму, когда им было предъявлено обвинение в убийстве и попытке убийства двух из трёх детей, которых главе семьи родила его любовница и в итоге оставила их у него, когда он больше не мог её содержать (в тюрьме мужчина сошёл с ума и умер).

## Сюжет
Главный герой фильма Сокити Такэсита вместе с женой О-Умэ заправляют маленькой частной типографией в Кавагоэ, которая не приносит особого дохода. Семь лет тому назад Сокити завёл любовницу Кикуё, которая родила ему троих детей. Сокити до поры, до времени как мог, помогал деньгами матери своих детей. Но бизнес в типографии приходит в упадок, и он уже не в состоянии давать деньги любовнице. Как следствие, разгневанная Кикуё однажды появляется на пороге дома Сокити и закатывает истерику, требуя денег на содержание. Поняв, что ничего не получит, Кикуё оставляет детей (6-летнего Рийти, 4-летнюю Ёсико и 1-летнего Сёйти) на попечение отца и исчезает. Для неё это месть и способ проучить Сокити, которого она считает безответственным.
Еле-еле сводящий концы с концами Сокити не может получить кредит на новую технику для работы в типографии, потому что он пропустил платежи по предыдущему займу. А теперь ему на шею повесили ещё три дополнительных рта, которые к тому же постоянно напоминают разгневанной О-Умэ о неверности мужа и о том, что сама она бесплодна. Законная жена Сокити отказывается помогать заботиться о детях и постоянно пилит его за обман, говоря Сокити о том, что это, возможно, вообще не его дети. Она также начинает испытывать неконтролируемую ненависть к детям мужа и считает, что он должен от них избавиться.
Сокити стоит перед сложной дилеммой — что делать со своими детьми, когда жена их не хочет. Отчаянно пытаясь сделать несчастную жену счастливой, он вскоре начинает и сам ненавидеть своё потомство. Когда Сёйти умирает, задохнувшись под упавшей на него клеёнкой, Сокити хоть и подозревает жену в его убийстве, но ни слова ей не говорит. Напротив, он уже сам вынашивает планы избавления от оставшихся двоих (смерть Сёйти удаётся замаскировать под несчастный случай). Ёсико отец увозит в центр города и оставляет её на смотровой площадке токийской телебашни. С оставшимся самым старшим сыном Рийти дело обстоит сложнее. Этот смышлёный ребёнок уже много знает и понимает, так что его не так-то просто оставить где бы то ни было (особенно когда выясняется, что он знает домашний адрес отца). И Сокити берёт его с собой в дальнюю поездку на полуостров Ното, где сталкивает мальчика с крутого обрыва на океанском берегу.
Однако Рийти вовремя спасают рыбаки. Но в полиции мальчик упорно хранит молчание и наотрез отказывается говорить, кто он и откуда. Обнаружив, что с его одежды были предварительно срезаны все бирки, полиция понимает, что его хотели убить. В итоге на Сокити полицейскими удаётся выйти, когда в вещах мальчика они находят кусочек печатного камня. Когда Сокити привозят на Ното, полицейские говорят ему, что Рийти, очевидно, очень любит отца, потому и выгораживает его. Когда на опознание приводят самого Рийти, то он упрямо говорит, что Сокити не его отец. Это становится последней каплей, и деморализованный и душевно сломленный Сокити в истерике падает в ноги мальчика и просит у него прощения. И хотя Рийти сам плачет, но он всё также продолжает говорить, что это не отец.

## В ролях
- Кэн Огата — Сокити Такэсита
- Сима Ивасита — О-Умэ, жена Сокити
- Хироки Ивасэ — Риити, старший сын Сокити от Кикуё
- Миюки Ёсидзава — Ёсико, дочь Сокити от Кикуё
- Дзюн Исии — Сёити, младший сын Сокити от Кикуё
- Маюми Огава — Кикуё
- Мидзухо Судзуки — детектив
- Кэйдзо Каниэ — Акуцу, коллега Сокити в типографии
- Хидэдзи Отаки — Кимура, банковский служащий
- Куниэ Танака — полицейский
- Синобу Отакэ — психолог в полиции
- Ёси Като — доктор

## Премьеры
- — национальная премьера фильма состоялась 7 октября 1978 года[1].
- — в США фильм был впервые показан 22 июня 1979 года[1].

## Награды и номинации
Премия Японской киноакадемии
- 3-я церемония вручения премии (1979)[2]

Выиграны:
- Премия лучшему режиссёру 1978 года — Ёситаро Номура.
- Премия лучшему актёру 1978 года — Кэн Огата.

Номинации в категориях:
- за лучший фильм 1978 года.
- за лучший сценарий 1978 года — Масато Идэ (ex aequo: «Динамит навылет» / Dainamaito don don).
- за лучший саундтрек — Ясуси Акутагава.

Кинопремия «Голубая лента»
- 21-я церемония награждения (за 1978 год)[3]

- премия лучшему режиссёру 1978 года — Ёситаро Номура (ex aequo: «Происшествие»).
- премия лучшему актёру 1978 года — Кэн Огата.

Hochi Film Awards (1978)
- Церемония награждения (за 1978 год)[4]

- премия лучшему актёру 1978 года — Кэн Огата.

Кинопремия «Кинэма Дзюмпо»
- (1979 год) Выиграны:[5]

- премия лучшему актёру 1978 года — Кэн Огата.

- Номинация:

- за лучший фильм 1978 года, однако по результатам голосования кинолента заняла 6 место.

Кинопремия «Майнити»
- 33-я церемония награждения (1979 год)[7].

Выиграны:
- премия лучшему актёру 1978 года — Кэн Огата.
- премия лучшему оператору 1978 года — Такаси Кавамата (ex aequo: «Происшествие»).
- премия лучшему художнику-постановщику 1978 года — Кёхэй Морита (ex aequo: «Происшествие»).

## Комментарии
1. ↑  Более точный перевод как с японского, так и с английского названия в международном прокате (The Demon) — «Демон», но на русских торрент-трекерах фильм распространён под названием «Дьявол».